# Parakiefferiella crassispina
Parakiefferiella crassispina är en tvåvingeart som beskrevs av Mazumdar, Hazra och Chaudhuri 1997. Parakiefferiella crassispina ingår i släktet Parakiefferiella och familjen fjädermyggor.
Artens utbredningsområde är Västbengalen (Indien). Inga underarter finns listade i Catalogue of Life.